# 登封老君洞
登封老君洞位于中华人民共和国河南省登封市北太室山南麓、逍遥谷北面十八隈下面的山梁上，始建于唐朝，现存建筑多为明、清以后修建。2006年6月8日，河南省人民政府公布其为第四批河南省文物保护单位。

## 历史
老君洞为唐朝初年的隐逸居士潘师正开凿，后人在洞内供有老君塑像，因而得名。又因洞形如鸡卵，有“鸡卵洞”别称。唐朝以后，在老君洞周围陆续增修了一所道院，分为中院、东院和西院，房舍100余间。1984年进行大规模翻修，形成东西两个院落。

## 东院
东院从大门到后殿共三进院，其中大门至老君洞为一进院，壶室至正阳门为二进院，正阳门后为三进院，之间相互连接，中间凿石为阶，前后贯通。大门面阔三间，进深四架椽，单檐硬山顶，覆灰筒板瓦顶，正脊和垂脊分别饰宝瓶和走兽。门内北为老君洞，洞高约2米，深约4米，宽3米有余，内供老君塑像。洞前筑有砖砌平台，在东、西、南三面辟有可通往洞内的圆券门，其中南面的券门为正门，门两侧嵌有砖雕楹联，上联书“峻极峰嵩阳胜地”，下联书“古灵山金壶洞天”。洞前左右两侧有清光绪年间所建的金钟楼和玉鼓楼，皆高8米，歇山顶，覆灰筒板瓦，上有八卦、花卉、盘龙、二十四孝等高浮雕图案40余幅。
壶室与正阳门位于老君洞顶的平台上，有明朝修建的八角攒尖顶无木结构凉亭，高约4米，南面辟圆券门，门额上书“壶室”二字，由明朝时登封知县丁应泰题、俞安期书。壶室后有座面阔三间，进深四架椽的单檐硬山卷棚顶建筑，内塑老子骑青牛像。后墙中间有一方形门，门后为通往正阳门的青石踏道。正阳门面阔三间，灰筒瓦覆顶，前后檐柱撑顶。
老君洞左右有6座洞殿，东西两侧各3座。其中东侧3座由东往西依次为“玉兰母洞”、“九莲母洞”、“文殊母洞”，西侧3座由东往西依次为“普贤母洞”、“眼光母洞”、“日光母洞”。正阳门前左右亦有6座洞殿，东侧3座，由东往西依次为“南阳母洞”、“白衣母洞”、“观音母洞”；西侧3座，由东往西依次为“大悲母洞”、“地藏母洞”、“清身母洞”。这些建筑由于紧靠陡崖，殿房为利用自然崖壁为后墙，砖石券砌的无梁殿建筑。
东院最后部为无极老母殿，原建筑建于清末，面阔三间，进深五架椽，单檐硬山顶，殿内有两根合抱的对称盘龙木桩。该殿于文化大革命期间被拆毁，盘龙木桩由文物部门保管。1989年重建后，盘龙木桩恢复原位。无极老母殿东侧为千佛殿，面阔三间，进深五架椽，单檐硬山顶，覆灰筒瓦。

## 西院
西院原有火光洞、千佛洞等，中间原有殿房以自然岩壁为后墙，砖石砌筑，房顶和崖面相平，崖上还建有木结构的房屋，从正面看为两层楼房，从后面看则只有一层，为登封诸多寺庙中仅有。现已改建，不复旧貌。